# Benjamin Mwaruwari
Benjamin Mwaruwari (eigentlich Mpenjani Mwaruwari; * 13. August 1978 in Bulawayo, Simbabwe), genannt Benjani, ist ein ehemaliger simbabwischer Fußballspieler, der als Stürmer eingesetzt wurde. Er besitzt zudem die Staatsangehörigkeit Südafrikas.

## Karriere

### Vereine
Mwaruwari spielte von 1999 bis 2001 beim südafrikanischen Erstligisten Jomo Cosmos, wechselte dann zum Schweizer Erstligisten Grasshoppers Zürich und spielte ab der Saison 2002/03 bei AJ Auxerre. In der Saison 2004/05 erzielte er in 31 Erstligaspielen elf Tore. Mit dieser Bilanz gehörte er zu den besten Torschützen der Liga. Er wechselte von FC Portsmouth zu Manchester City am 5. Februar 2008.
Anfang Februar 2010 wechselte Mwaruwari bis zum Saisonende auf Leihbasis zum AFC Sunderland.
Im Sommer 2010 wurde sein Vertrag bei Manchester City nicht verlängert, woraufhin er den Verein verließ. Kurz darauf schloss er sich den Blackburn Rovers an, bei denen er einen Einjahresvertrag mit Option auf ein weiteres Jahr unterzeichnete.
Da er die Konditionen für einen neuen Vertrag im Juli 2011 ablehnte, verließ er den Club bereits nach einem Jahr und kehrte für ein Jahr zum FC Portsmouth zurück.
Im Frühjahr 2013 wurde er vom südafrikanischen Erstligisten Chippa United FC unter Vertrag genommen. Zur neuen Saison wechselte er zu Bidvest Wits.

### Nationalmannschaft
2001 wurde Mwaruwari in Südafrika zum Fußballer des Jahres gewählt. Er gehörte lange Zeit dem Kader der Nationalmannschaft von Simbabwe an und hat seit seinem Debüt am 16. Juni 1999 insgesamt 42 Länderspiele bestritten, in denen er 10 Tore erzielte.